# Foudroyante-Klasse
Die Foudroyante-Klasse war eine Klasse von zwei Bombarden der französischen Marine, die von 1682 bis 1695 in Dienst stand.

## Allgemeines
Anfang der 1680 wurde das Konzept eines mit Mörsern ausgerüsteten Schiffes für den Landzielbeschuss durch den französischen Marineoffizier und Ingenieur Bernard Renau d’Elicagaray, einem Protegé von Sébastien Le Prestre de Vauban, erstellt. Für die französische Marine wurden 1681 zwei Einheiten dieses als Galiote à mortiers bezeichneten Typs bestellt. Diese Schiffe wurden durch d’Elicagaray entworfen und durch den Schiffbauer Hendryck Houwens zwischen Januar und April 1682 in einer Werft in Dünkirchen gebaut.
Beide Schiffe gehörten mit drei weiteren Galiotes à mortiers, welche zwischen Februar und April 1682 in Le Havre gebaut wurden (Brûlante-Klasse), später zur französischen Mittelmeerflotte und wurden in den Folgejahren bei mehreren Bombardierungen eingesetzt.

## Einheiten
| Name        | Bauwerft            | Bestellung | Kiellegung  | Stapellauf       | Indienststellung | Verbleib                                                             |
| ----------- | ------------------- | ---------- | ----------- | ---------------- | ---------------- | -------------------------------------------------------------------- |
| Foudroyante | Werft in Dünkirchen | 1681       | Januar 1682 | 23. Februar 1682 | April 1682       | Ab 1695 Verwendung als Hulk in Toulon, am 24. Dezember 1710 verkauft |
| Bombarde    | Werft in Dünkirchen | 1681       | Januar 1682 | 23. Februar 1682 | April 1682       | Ab 1695 Verwendung als Hulk in Toulon, am 24. Dezember 1710 verkauft |

## Technische Beschreibung
Die beiden Schiffe der Klasse hatte eine Länge von 22,74 Metern (Geschützdeck) bzw. 19,49 Meter (Kiel), eine Breite von 7,80 Metern und einen Tiefgang von 3,74 Metern bei einer Verdrängung von 120 Tonnen.  Sie führten eine klassische Ketschbesegelung mit Marssegeln an einem Großmast und einem deutlich kleineren Besanmast. Die Bewaffnung bestand aus zwei 12-Zoll-Mörsern und vier 8-Pfünder-Kanonen.

## Besatzung
Die Besatzung hatte eine Stärke von 43 Mann (3 Offiziere und 40 Unteroffiziere bzw. Mannschaften).